# Liste der Baudenkmale in Beutow
In der Liste der Baudenkmale in Beutow sind die Baudenkmale des niedersächsischen Dorfes Beutow aufgelistet. Der Stand der Liste ist der 21. Oktober 2021.
Dies ist ein Teil der Liste der Baudenkmale in Lüchow (Wendland).
Die Quelle der  IDs und der Beschreibungen ist der Denkmalatlas Niedersachsen.

## Allgemein
In den Spalten befinden sich folgende Informationen:
- Lage: die Adresse des Baudenkmales und die geographischen Koordinaten. Kartenansicht, um Koordinaten zu setzen. In der Kartenansicht sind Baudenkmale ohne Koordinaten mit einem roten Marker dargestellt und können in der Karte gesetzt werden. Baudenkmale ohne Bild sind mit einem blauen Marker gekennzeichnet, Baudenkmale mit Bild mit einem grünen Marker.
- Bezeichnung: Bezeichnung des Baudenkmales
- Beschreibung: die Beschreibung des Baudenkmales. Unter § 3 Abs. 2 NDSchG werden Einzeldenkmale und unter § 3 Abs. 3 NDSchG Gruppen baulicher Anlagen und deren Bestandteile ausgewiesen.
- ID: die Objekt-ID des Baudenkmales
- Bild: ein Bild des Baudenkmales, ggf. zusätzlich mit einem Link zu weiteren Fotos des Baudenkmals im Medienarchiv Wikimedia Commons. Wenn man auf das Kamerasymbol klickt, können Fotos zu Baudenkmalen aus dieser Liste hochgeladen werden:

## Baudenkmale

### Gruppe baulicher Anlagen
| Lage                              | Bezeichnung                                | Beschreibung | ID       | Bild |
| --------------------------------- | ------------------------------------------ | --- | -------- | ---- |
| Nr. 7 53° 0′ 22″ N, 11° 4′ 40″ O  | Beutower Wassermühle, Stau, Wirtschaftshof | Nördlich von Beutow wird der Mühlenbach zu einem großen Teich aufgestaut, an dessen Abfluss die im 18. Jahrhundert errichtete Mühle des Dorfes steht. Der funktionale Zusammenhang zwischen Mühle (mit zahlreichen Nebengebäuden), Stauanlage und Mühlenteich ist nach wie vor gut erkennbar. | 30828071 |      |
| Nr. 10 53° 0′ 22″ N, 11° 4′ 32″ O | Hofanlage                                  | Die Hofanlagen Nr. 10 und 11 in Beutow bilden die erhaltenen baulichen Reste des historischen Rundlingsdorfes Beutow. Dabei stellt die Nummer 10 einen typischen Rundlingshof mit kleinem Vierständerhaus aus dem Jahr 1800 und einer um 1850 entstandenen Längsscheune dar, der deutlich größere Vierständerbau des Nachbarhofes mit der Nummer 11 wurde 1879 errichtet, seine im rückwärtigen Hofbereich liegende Querscheune stammt ebenfalls aus der zweiten Hälfte des 19. Jahrhunderts. | 30828082 | BW   |

### Einzeldenkmale
| Lage                              | Bezeichnung                  | Beschreibung | ID       | Bild |
| --------------------------------- | ---------------------------- | --- | -------- | ---- |
| Nr. 7 53° 0′ 22″ N, 11° 4′ 40″ O  | Beutower Wassermühle         | Großer rechteckiger, zweigeschossiger Fachwerkbau mit Backsteinausfachung, unter Halbwalmdach. Beide Längsfassaden besitzen Zwerchhäuser in den Dachflächen. Der Mühlbach führt nördlich am Gebäude vorbei. Errichtet in zwei Bauphasen 1724 und 1790. | 30872698 | BW   |
| Nr. 10 53° 0′ 22″ N, 11° 4′ 30″ O | Wohn-/Wirtschaftsgebäude     | Zum Dorfplatz des Rundlings giebelständig stehendes Vierständerhaus in Fachwerk mit Backsteinausfachung, unter Satteldach mit Halbwalm am Wohngiebel. Errichtet 1800 (i).                                                                              | 30872639 | BW   |
| Nr. 10 53° 0′ 22″ N, 11° 4′ 30″ O | Scheune                      | Fachwerkbau mit Backsteinausfachung unter Satteldach; mit ausmittiger Längseinfahrt und dritter Ständerreihe im Inneren. Errichtet Mitte des 19. Jahrhunderts.                                                                                         | 30872618 | BW   |
| Nr. 11 53° 0′ 22″ N, 11° 4′ 34″ O | Wohn- und Wirtschaftsgebäude | Zum Dorfplatz des Rundlingsdorfes giebelständiges, großes Vierständerhaus in Fachwerk mit Backsteinausfachung, unter Satteldach. Wirtschaftsgiebel in engmaschigem Gitterfachwerk. Errichtet 1879 (i).                                                 | 30872600 | BW   |
| Nr. 11 53° 0′ 23″ N, 11° 4′ 31″ O | Scheune                      | Fachwerkgebäude unter Satteldach, Ausfachung mit Backsteinen. Errichtet in der zweiten Hälfte des 19. Jahrhunderts. | 39602335 | BW   |
| Nr. 23 53° 0′ 25″ N, 11° 4′ 41″ O | Wohn- und Wirtschaftsgebäude | Sehr kleines Hallenhaus, wohl in Vierständerbauweise; teils Backsteinausfachung, teils Lehmziegel; unter Satteldach. Errichtet 1837 (i). Ehemalige Hofstelle Nr. 18.                                                                                   | 30872564 | BW   |

### Ehem. Baudenkmale
| Lage                              | Bezeichnung                  | Beschreibung                                                | ID | Bild |
| --------------------------------- | ---------------------------- | ----------------------------------------------------------- | -- | ---- |
| Nr. 25 53° 0′ 24″ N, 11° 4′ 42″ O | Wohn- und Wirtschaftsgebäude | Vierständerhaus eines Nebenerwerbsbauern aus dem Jahre 1837 |    | BW   |